# Isla Mocha

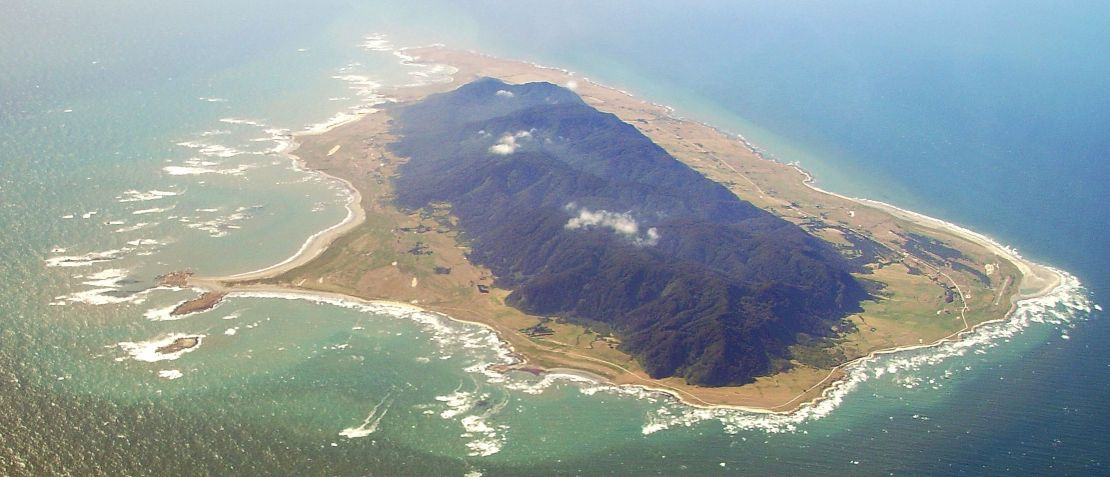
La isla Mocha fue refugio de piratas como Francis Drake y Oliver Van Noort y numerosos barcos naufragaron en sus costas, algunos cargados con tesoros.

La Isla Mocha es una isla situada frente a las costas de la provincia de Arauco en la Región del Biobío, Chile, a 34,3 kilómetros de Tirúa, aunque administrativamente depende de la comuna de Lebu y cuenta con 300 habitantes.
La isla cuenta con aproximadamente 48 km², con una pequeña cadena montañosa que va de norte a sur, que en su parte más elevada alcanza los 390 metros sobre el nivel del mar, que está cubierta de bosque nativo y que forma parte de la Reserva nacional Isla Mocha, una área silvestre protegida bajo tuición de Conaf.
Sus pobladores se dedican principalmente a la pesca. La isla constituye un sitio sagrado para la religión mapuche, destacando la tradición del Trempulcahue.
En ella hay un cementerio polinesio prehispánico.

## Toponimia
Su nombre proviene del idioma de los Lafkenches, una de las tribus del pueblo Mapuche; Mocha deriva de la palabra amucha que está compuesta por am que significa alma y ucha: resucitar. Por lo que se podría traducir como «resurrección de las almas»

## Historia

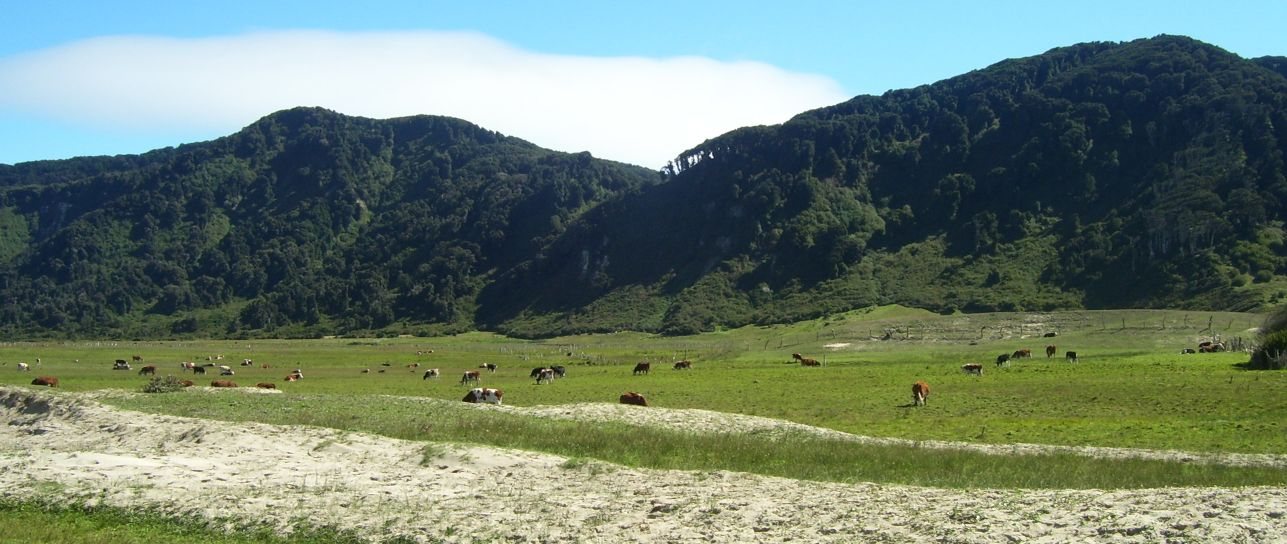
La isla Mocha es un lugar con un incipiente turismo rural, que destaca por la calidad de sus pescados y mariscos.

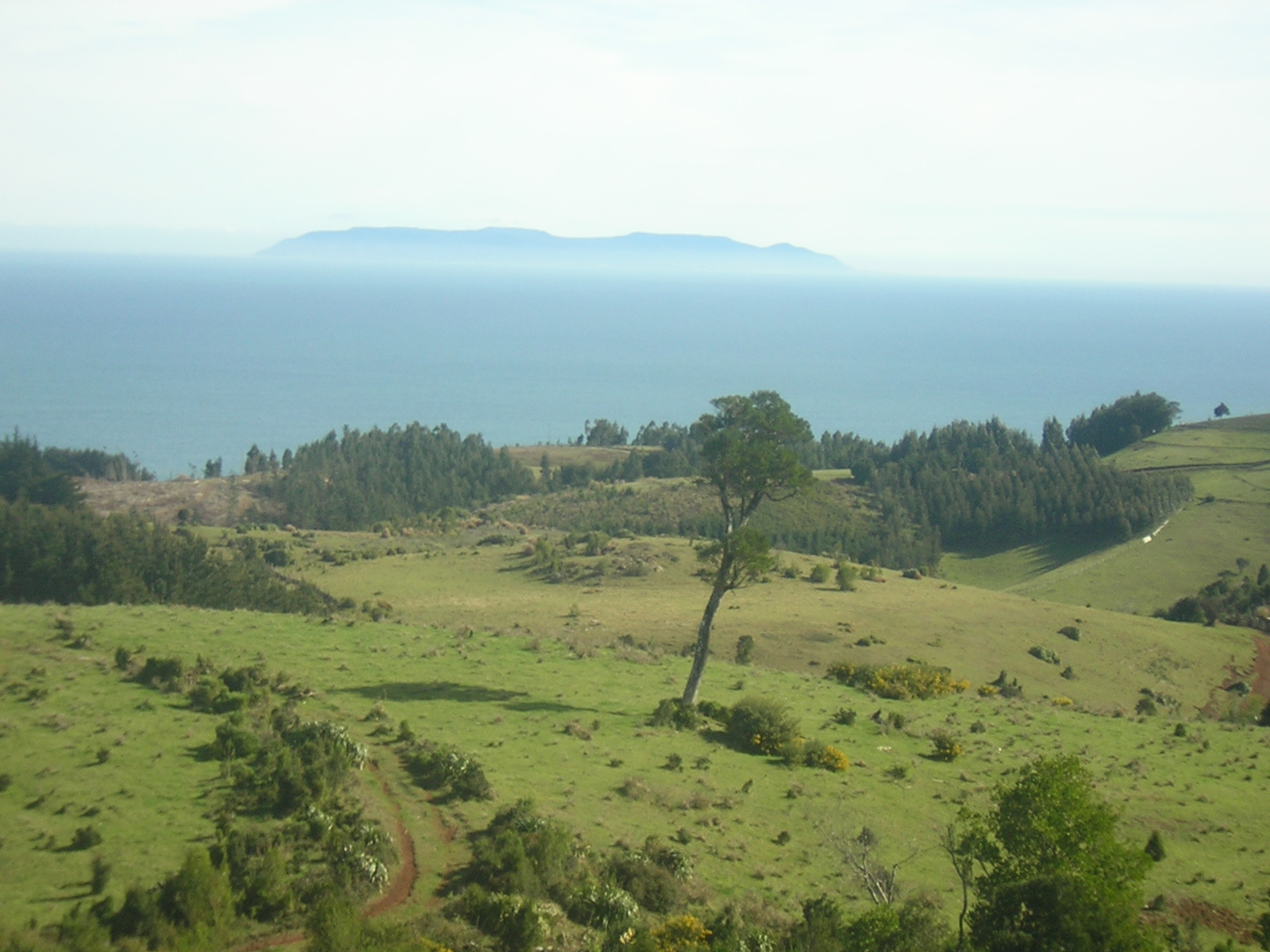
La costa de Carahue mostrando a distancia la Isla Mocha.

La isla fue “conocida” por los españoles en 1544. Felipe III, por cédula de 31 de marzo de 1608, decretó el despoblamiento de la isla Mocha para evitar que los extranjeros se relacionaran con los indígenas lafkenches (mapudungún "Gente del mar", "Gente del oeste") que la habitaban, lo que podría facilitar su establecimiento en la costa de Chile. Sin embargo, por casi 80 años dicha orden no se ejecutó hasta que finalmente el gobernador José de Garro dispuso el despoblamiento de la isla Mocha, frente a la embocadura del río Cautín, cuyos pobladores, en su totalidad indígenas, eran acusados de socorrer a los corsarios ingleses y holandeses que en años anteriores habían merodeado la zona. José de Garro, después de convencerse la conveniencia del despueble de la isla con una información rendida en Concepción, y de haber consultado a los prelados de las órdenes religiosas y otros eclesiásticos de nota, decidió llevar a cabo el traslado de los indígenas al continente, comisionando para ejecutarla al maestre de campo don Jerónimo de Quiroga.
En marzo de 1685 se dirigió Quiroga a la isla Mocha con un cuerpo de tropas, apresó a todos los habitantes de la isla que pudo haber a mano y los condujo por tierra a Concepción. El gobernador había decidido poblar con ellos un valle que se extendía a orillas del Bío Bío, a dos leguas de la ciudad, que luego sería conocido como Valle de la Mocha por los indígenas trasladados hasta allí.
Cuando la expedición holandesa de Jakob Roggeveen pasa a la isla entre el 16 y 18 de febrero de 1722, se encuentra con la isla despoblada, solo la habitaba algunas cabezas de vacas, terneros, ovejas, cabras y 3 o 4 perros salvajes.
La isla destaca como un lugar de numerosos naufragios. Fue regularmente visitada por piratas de Holanda e Inglaterra. Francis Drake, quien recibió un corte en su rostro en un combate en la isla, y Oliver Van Noort son conocidos por haber usado la isla como lugar de abastecimiento. La isla actualmente alberga la Reserva Nacional Isla Mocha, una reserva natural que cubre aproximadamente el 45% de la superficie de la isla. Las aguas que rodean la isla son un popular sitio de pesca deportiva.
Las aguas de la isla se destacan como el hogar del famoso cachalote del siglo XIX, Mocha Dick, la cual sirvió de inspiración para la ballena ficticia Moby Dick en la novela de 1851 del mismo nombre, de Herman Melville.
Hasta 1690 la isla estuvo habitada por mochanos lafquenches. Aproximadamente desde 1850 la isla comenzó nuevamente a poblarse, después de 160 años deshabitada, con personas provenientes del continente, principalmente campesinos y pescadores de la zona central, traídos como inquilinos por el arrendatario de la isla.

## Contacto polinésico
El año 2007, un hallazgo impactó al mundo: en el golfo de Arauco aparecieron restos de gallina polinesia que probarían el contacto prehispánico entre Oceanía y América. Ahora hay arqueólogos que plantean una tesis mayor: en la misma época, los polinesios habrían convivido con los mapuches. Científicos chilenos descubrieron huesos de una gallina polinesia cuyo ADN demostró ser de entre 1304 y 1424 d. C. Los huesos probarían que navegantes de Oceanía —que habrían traído las gallinas— tuvieron contacto con América antes que los españoles. Resulta llamativo que el análisis genético de los huesos sea igual a los de la isla Tonga y no a los de Rapa Nui que están más cercanos.

### Cráneos polinesios en Chile
Otros indicios que prueban la colonización polinesia de la Araucanía son 6 cráneos encontrados en la isla Mocha con la típica forma polinesia pentagonal del cráneo y por la forma de la mandíbula.
Los resultados de la investigación fueron publicados en junio de 2007 en Proceedings of the National Academy of Science y divulgados por The New York Times.

Las corrientes marinas y los vientos del oeste durante el fenómeno de El Niño apuntan directamente al territorio mapuche. Para los propios polinesios, esos largos viajes no sólo fueron posibles, sino que están registrados en su tradición oral”.
Arqueólogo José Miguel Ramírez, director del Centro de Estudios Rapa Nui de la Universidad de Valparaíso

## Importancia en la cosmogonía mapuche

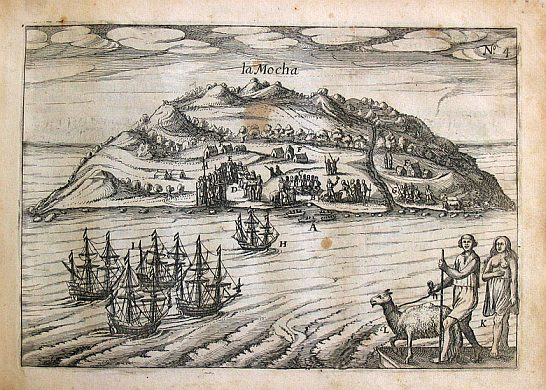
Este grabado ilustra la expedición holandesa de Joris van Spilbergen a la isla en abril de 1615.

Los  trempulcahue  conocidos también como tempulcalhue (del mapuche trempülkalwe), son cuatro criaturas sobrenaturales perteneciente a la mitología mapuche.  Estas criaturas son cuatro ballenas que llevan a las almas de los muertos hasta el lugar del "Ngill chenmaywe" (el sitio para la reunión de la gente), conocida también como "Ngül chenmaywela"; y que se relaciona mayoritariamente con la Isla Mocha, al frente de la provincia de Arauco, en Chile. Estas ballenas serían cuatro mujeres ancianas que son transformadas para realizar esta tarea a la caída del sol de cada día. A estas criaturas nadie vivo puede verlas. Desde esta isla, las ánimas (püllü) se convertirían en espíritu (alwe); y partirían hacia la lejana "región de Occidente". Para ello cada ánima debe hacer una contribución en llancas (piedrecillas de color turquesa) para pagar los servicios de transporte. Es por esto que al lado del difunto se colocaban llancas, para que así pague el transporte.

## Turismo
El turismo es una de las actividades más importantes de la isla, en que destaca por la belleza de sus playas y en que sus frías aguas son aptas para el desarrollo de actividades de pesca deportiva. Aunque existe solo un hotel (www.islamocha.cl), además es posible encontrar alojamiento alternativo en la isla, ya que numerosas familias disponen de habitaciones para hospedar a turistas.
Para llegar la opción más expedita es por vía aérea, mediante servicios que se pueden contratar en los clubes aéreos del aeropuerto Carriel Sur de Concepción o en el aeródromo de Tirúa. El costo del viaje desde el aeródromo Tírua es de $40.000 pesos chilenos para público en general (por persona y por trayecto) y $4.000 para residentes en la isla.

## Mocha Dick
Mocha Dick fue un notable cachalote macho que vivió en el océano Pacífico a principios del siglo XIX, encontrado usualmente en las aguas cercanas a la Isla Mocha, al sudoeste de Chile. A diferencia de la mayoría de los cachalotes, Mocha Dick fue albino y pudo haber sido la inspiración para el título de la novela Moby-Dick de Herman Melville, publicada en 1851. Un artículo escrito por un viajero estadounidense, llamado J.N. Reynolds, fue publicado en la revista neoyorkina "Knickerbocker Magazine", titulado Mocha Dick or the white whale of the Pacific, en mayo de 1839. En él, el autor relata una historia referida en la Isla Mocha, Arauco, sobre la ballena blanca. La obra de Melville modificó levemente el título y nombre de la ballena para adecuarlo a los anglo-lectores.